# 화난

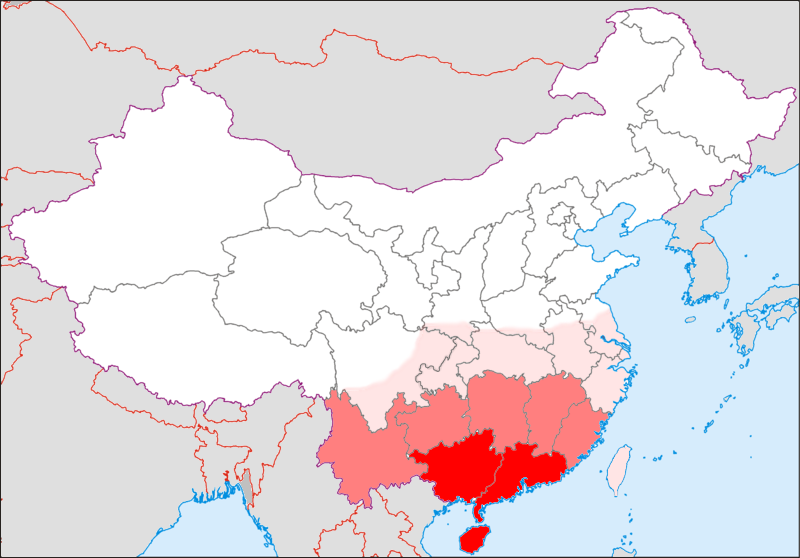

화난(중국어 간체자: 华南, 정체자: 華南, 병음: Huánán, 화남)은 보통 중국 대륙의 남부 지방을 가리킨다.

## 개요
광의의 의미로는 화이허(淮河) 이남을 가리킨다. 좁은 의미로는 광둥성, 하이난성과 광시 좡족 자치구을 가리키며, 푸젠성 그리고 중국 대륙이 아닌, 홍콩, 마카오, 타이완섬까지 포함하여 화남경제권이라고 부르는 경우도 있다. 
중국 대륙의 중심인 중원(中原)은 역사적, 전통적으로 화이허를 기준으로 화난과 화베이(華北)로 크게 구분되어 왔다. 화난은 다시 장강 유역의 화중(華中)과 주강 유역의 화난으로 구분할 수 있으며, 장강 유역은 다시 장강의 중류 지역인 화중과 동부 지역인 화둥(華東)으로 나눌 수 있다.
화난은 현재 행정구역상 사용하는 호칭은 아니나, 역사나 지리적 맥락 등에 많이 사용하여 왔기 때문에 지금도 널리 사용되고 있다.

## 역사
기본적으로 고대 중국의 중심은 넓은 의미의 화난에 있었고, 유목기마민족의 국가와 접하고 있는 화북과 달리, 한족 중심의 국가가 통치하고 있었던 시대가 많았다. 장강 남쪽만을 가리켜 특별히 '강남'이라고 부르는 구분도 있다.
화난에 살던 한족들의 경우 화베이를 정복한 유목·기마민족들에 비해 전술, 전투능력이 뒤떨어져 있었기 때문에 화베이가 화난을 정복해 지배하에 두는 일이 많았지만 그 반대는 없었다. 

### 강남
장강 이남의 남방지역을 가리키는 말로 사용되었다. 현재의 상하이, 장쑤성 장강 이남의 지역과 안후이성 장강 이남 지역, 장시성 동북부와 저장성 첸탕강 이북지역을 일컫는 말이었다.

## 해당 행정구역
- 광둥성
- 광시 좡족 자치구
- 하이난성

## 같이 보기
- 영남 (중국)
- 중국지리대구